# XLAB d.o.o
XLAB je slovensko IT podjetje, osredotočeno na področja tehnologije oddaljenega namizja, upravljanja in avtomatizacije hibridne infrastrukture ter umetne inteligence. Z lastnim raziskovalnim oddelkom  XLAB Research sodelujejo pri več slovenskih in evropskih raziskovalnih projektih.

## Produkti in rešitve
V okviru raziskovalnih projektov pridobljeno znanje prenašajo v inovativne rešitve, kot so ISL Online (programska oprema za oddaljen dostop), XLAB Steampunk (IT avtomatizacija in razvoj certificiranih Ansible zbirk), Steampunk Spotter (rešitev za pisanje varne in zanesljive avtomatizacije), medicinska vizualizacija in diagnostika MedicView] ter 3D geografski informacijski sistem Gaea+. 

## ISL Online
ISL Online je programska oprema za varen  dostop do oddaljenega namizja, pogovor v živo in videokonference preko spleta. Programska oprema je na voljo za operacijske sisteme Microsoft Windows, OS X, Linux, iOS in Android. ISL Online uporabljajo tako manjša podjetja kot korporacije v Sloveniji in tujini; Teleroute (Belgija), Telekom Slovenije (Slovenija), Azteca (Mehika), Canon Inc. (Japonska), Swiss Post (Švica) idr. L. 2016 je japonsko podjetje za raziskave trga in svetovanje Seed Planning Inc. razglasilo ISL Online za vodilnega ponudnika programske opreme za oddaljeno podporo na Japonskem, s 44% tržnim deležem.

## XLAB Steampunk
XLAB Steampunk ekipa je specializirana za IT avtomatizacijo z orodjem Ansible in od leta 2016 uradni partner podjetja Red Hat, vodilnega svetovnega ponudnika odprtokodnih rešitev. 

## XLAB Medical
XLAB Medica rešitve za 3D vizualizacijo in obdelavo medicinskih slik, omogočajo najsodobnejšo vizualizacijo in analizo. Rešitve, ki jih odlikujejo popolnoma prilagodljivi 3D moduli, ki se lahko povežejo s katerokoli programsko opremo, uporabljajo medicinski strokovnjaki po vsem svetu. 

## Gaea+
3D geografski informacijski sistem Gaea+ se uporablja za prikaz in analizo podatkovnih slojev na področju varstva pred naravnimi in drugimi nesrečami ter logistiko reševalnih enot na terenu. 

Programska oprema 3D GIS, sistem za računalniško odpremo in aplikacija SmartLocator za pridobivanje podatkov o lokaciji klicatelja v sili, so nameščeni v klicnih centrih za civilno zaščito, gasilske enote in nujno medicinsko pomoč v Sloveniji, na Finskem, v Švici,in na Kosovu.

## Raziskovalna dejavnost
XLAB se uvršča med najboljših 50 malih in srednje velikih podjetij glede števila odobrenih raziskav v programu Obzorje 2020 in na prvo mesto v isti kategoriji v Sloveniji.

## Nagrade
- Zlata nit – osemkrat uvrščeni med finaliste izbora najboljšega zaposlovalca leta Zlate niti v kategoriji srednje velikih podjetij (2009 - 2011, 2017, 2018, 2020 - 2022)[22]
- 2021 -  XLAB je postal Delova podjetniška zvezda 2021 in bil izbran za najboljšega med najuspešnješimi slovenskimi podjetji[23].
- 2015  SmartLocator je prejel nagrado EuroCloud Slovenija za najbolj inovativno storitev računalništva v oblaku[24]
- 2015  Javna agencija SPIRIT je podjetje XLAB izbrala za najboljšega izvoznika leta 2014 v okviru mednarodnega izobraževalnega programa Vodenja izvoznega poslovanja – International Trade Management (ITM)[25]

- 2014  Aplikacija SmartLocator med prejemniki zlate nagrade za najboljšo inovacijo, ki jo podeljuje Gospodarska zbornica Slovenije (GZS)[26]

- 2014  Aplikacija SmartLocator prejme nagrado  112 EENA (European Emergency Number Association) za najinovativnejšo rešitev, ki olajšuje delo klicnih centrov in operativnih enot[27][28]

- 2013  Gaea+ je osvojila 1. nagrado na tekmovanju NASA World Wind Europa Challenge za 3D vizualizacijsko okolje in izboljšane funkcije, ki za jedro privzemajo Nasino platformo World Wind[29][30][31]

- 2012  XLAB prejme nagrado Gospodarske zbornice Slovenije za izjemne gospodarske in podjetniške dosežke[32][33]

## Povezave
1. ↑  Slovenia: Welcome support for technological boost - Digitalna agenda, 2012-10-03
2. ↑  Trade mark number: 009076068 Arhivirano 2015-01-11 na Wayback Machine. - Office for Harmonization in the Internal Market
3. ↑  The Top 9 Most Secure Remote PC Access Software of 2014, GetVOIP, 2014-08-19
4. ↑  2011 ISL Online review Arhivirano 2014-09-18 na Wayback Machine. - PC Pro
5. ↑  ISL Online Announces Partnership with Lionbridge to Offer Customer-Support Software with GeoFluent Real Time Chat Translation Arhivirano 2014-12-11 na Wayback Machine. - Lionbridge, 2013-07-22
6. ↑  ISL Online Supported Platforms, ISL Online, 2014-11-14
7. ↑  Teleroute Screen Sharing Arhivirano 2014-12-16 na Wayback Machine., 2014-12-16
8. ↑  Canon Remote Service Arhivirano 2015-01-22 na Wayback Machine., 2015-01-22
9. ↑  Poročilo Seed Planning
10. ↑  No. 1 Remote Desktop Solution in Japan
11. ↑  »Service Partner Integration: Ansible and XLAB STEAMPUNK«. ansible.com.
12. ↑  »Informacijski sistem URSZR«. Arhivirano iz prvotnega spletišča dne 5. oktobra 2016. Pridobljeno 4. oktobra 2016.
13. ↑  »3D GIS in SmartLocator nameščena na Upravi republike Slovenije za zaščito in reševanje«. Arhivirano iz prvotnega spletišča dne 14. januarja 2021. Pridobljeno 4. oktobra 2016.
14. ↑  Video 112 SmartLocator/Finska
15. ↑  Gezielte Hilfe dank neuer App
16. ↑  »Software for smartphone call location acquisition at Swiss call centers«. Arhivirano iz prvotnega spletišča dne 5. oktobra 2016. Pridobljeno 4. oktobra 2016.
17. ↑  Slovenian Business Club – Za hitrejši in učinkovitejši odziv ob izrednih razmerah v Evropi[mrtva povezava]
18. ↑  S 3D GIS opremljeni klicni centri na Kosovu v sodelovanju z Ministrstvom za notranje zadeve Republike Kosovo[mrtva povezava]
19. ↑  »Slovenia Horizon 2020 country profile: Top organizations«.
20. ↑  »Iz programa Obzorje 2020 slovenskim podjetjem že več kot 80 milijonov evrov«.
21. ↑  »Program Obzorje 2020 ponuja še veliko priložnosti«. 7. november 2018.
22. ↑  Lokar, Sabina (23. februar 2018). »Zlata nit 2017: XLAB po premoru spet med finaliste«. Dnevnik.
23. ↑  »Podjetje XLAB je Delova podjetniška zvezda 2021«. www.delo.si. Pridobljeno 27. marca 2023.
24. ↑  »Euro Cloud«. Arhivirano iz prvotnega spletišča dne 6. julija 2015.
25. ↑  »Spirit Slovenia«.
26. ↑  Priznanja za inovacije za 2013 v Osrednjeslovenski regiji - SmartLocator - GZS, 2014-05-26
27. ↑  2014 Awards Ceremony Arhivirano 2014-12-11 na Wayback Machine. 112 EENA, 2014-04-02
28. ↑  Minister za obrambo obiskal sedež podjetja XLAB Arhivirano 2014-12-11 na Wayback Machine. Ministrstvo za obrambo Republike Slovenije, 2014-04-25
29. ↑  NASA World Wind Europa Challenge Arhivirano 2014-12-14 na Wayback Machine. EuroChallenge, 2014
30. ↑  Slovenian company XLAB wins at the NASA World Wind Europe Challenge Arhivirano 2014-12-11 na Wayback Machine. Ministrstvo za obrambo Republike Slovenije Novice, 2013-06-28
31. ↑  XLAB nagrajen tudi za rešitev prikaza lokacije kličočega na 112 Arhivirano 2014-12-11 na Wayback Machine. - Uprava Republike Slovenije za zaščito in reševanje, 2013-07-16
32. ↑  Gospodarska zbornica Slovenije že 44. podelila Nagrado GZS za gospodarske in podjetniške dosežke GZS, 2012-03-06
33. ↑  Gospodarska zbornica znova izbrala najodličnejše - Delo, 2012-03-06